# NGC 483
NGC 483 је спирална галаксија у сазвежђу Рибе која се налази на NGC листи објеката дубоког неба.
Деклинација објекта је + 33° 31' 14" а ректасцензија 1h 21m 56,3s. Привидна величина (магнитуда) објекта NGC 483 износи 13,2 а фотографска магнитуда 14,0. NGC 483 је још познат и под ознакама UGC 906, MCG 5-4-29, CGCG 502-50, PGC 4961.